# Kaunissaari (ö i Södra Savolax, Nyslott, lat 62,10, long 28,14)
Kaunissaari är en ö i Finland. Den ligger i sjön Haukivesi och i kommunen Rantasalmi i den ekonomiska regionen  Nyslotts ekonomiska region  och landskapet Södra Savolax, i den sydöstra delen av landet, 270 km nordost om huvudstaden Helsingfors. Öns area är 1,3 hektar och dess största längd är 220 meter i sydväst-nordöstlig riktning.